# Resultados do Carnaval de Cabo Frio em 2015
Esta é uma lista sobre os resultados do Carnaval de Cabo Frio, no ano de 2015.

## Grupo Especial
| Pos | Escolas                        | Pts   | Classificação ou rebaixamento     | Ref   |
| --- | ------------------------------ | ----- | --------------------------------- | ----- |
| 1   | Em Cima da Hora                |       | Campeã de 2015                    | [ 1 ] |
| 2   | Flor da Passagem               | 199.9 |                                   | [ 1 ] |
| 3   | Acadêmicos do Jardim Esperança | 198,2 | [ 1 ]                             |       |
| 4   | Sol a Sol                      | 197,4 | [ 1 ]                             |       |
| 5   | Águias da Paz                  | 197,3 | [ 1 ]                             |       |
| 6   | Vermelho e Branco              | 197,1 |                                   | [ 1 ] |
| 7   | Antiga Abissínia               | 195,5 | (rebaixada para o Acesso em 2016) | [ 1 ] |
| 8º  | Império de Cabo Frio           | 194,6 | (rebaixada para o Acesso em 2016) | [ 1 ] |

## Grupo de acesso
| Pos | Escolas            | Pts   | Classificação ou rebaixamento | Ref   |
| --- | ------------------ | ----- | ----------------------------- | ----- |
| 1   | Cabeçorra          | 199,5 | Grupo Especial em 2015        | [ 1 ] |
| 2   | Arrastão da Gamboa | 197,7 |                               | [ 1 ] |
| 3   | União dos Bairros  | 195.2 | [ 1 ]                         |       |
| 4   | Aquarius           | 194.2 | Grupo da Comunidade em 2015   | [ 1 ] |